# Arturo Herrera Gutiérrez
Arturo Herrera Gutiérrez, né le 21 mars 1967 à Actopan, est un économiste, fonctionnaire et homme politique mexicain. 
Le 9 juillet 2019, il est désigné secrétaire aux Finances et au Crédit public du Mexique dans le gouvernement López Obrador, après la démission de Carlos Urzúa Macías. Sa nomination est ratifiée par la Chambre des députés le 18 juillet 2019.
Il a suivi des études d'économie et a obtenu dans ce domaine une licence à l'Université autonome métropolitaine, un master au Collège du Mexique et un doctorat à l'université de New York,.
Avant d'être nommé secrétaire aux Finances et au Crédit public, il était sous-secrétaire dans cette même administration, du 13 décembre 2018 au 9 juillet 2019,. De 2010 à 2018, il a travaillé pour la Banque Mondiale en tant que gérant de pratique de l'unité de service public pour l'Amérique latine et les Caraïbes.
De 2004 à 2006 il a été secrétaire aux Finances du District Fédéral de Mexico dans les administrations d'Andrés Manuel López Obrador et d'Alejandro Encinas.
Dans le milieu académique, il a été professeur au Collège du Mexique et à l'université de New York.